# 5466 Макібі
5466 Макібі (5466 Makibi) — астероїд головного поясу, відкритий 30 листопада 1986 року.
Тіссеранів параметр щодо Юпітера — 3,205.